# Wroniarka
Wroniarka – dawna wieś, a dziś część osiedla Jazy w Niepołomicach, położona w jego wschodniej części. Od północnego zachodu sąsiaduje z Mszęcinem, od zachodu z Jazami, od południowego zachodu z Groblą, od południa z Kępiną, natomiast od wschodu i północy z wsią Wola Batorska w gminie Niepołomice.
W rejonie tym do niedawna dominowała zabudowa jednorodzinna typu wiejskiego. W 2008 r. rozpoczęła się budowa osiedla szeregowców Park-Eko, zaś w 2014 r. pomiędzy ulicami: Zabierzowską, Zieloną i Ziołową powstały cztery trzykondygnacyjne bloki mieszkalne. Przy ulicy ul. Zacisze 6 mieści się Sala Królestwa Świadków Jehowy (zbór Niepołomice).